# Джанґо вільний
«Джанґо вільний» (англ. Django Unchained) — американський фільм-вестерн, знятий 2012 року. Режисер та автор сценарію Квентін Тарантіно. У головних ролях — Джеймі Фокс, Леонардо Ді Капріо та Крістоф Вальц. Знімаючи кіно, Тарантіно перебував під впливом італійського спагеті-вестерну «Джанґо» (1966), з Франко Неро у головній ролі.
Події фільму починаються у 1858 році. По США подорожує мисливець за головами Кінг Шульц, який звільняє темношкірого раба Джанґо, щоб вислідкувати групу бандитів. Джанґо стає напарником Кінга з метою розшукати й визволити з рабства свою дружину.
Стрічка вийшла на екрани у США та Канаді 25 грудня 2012, в більшості решти країн 17—18 січня 2013. В Україні йшла у кінотеатрах з 17 січня. На 1 березня 2024 року фільм займав 57-му позицію у списку 250 кращих фільмів за версією IMDb.
За касовими зборами і нагородами «Джанґо вільний» називають найуспішнішим фільмом у кар'єрі Тарантіно.

## Сюжет
Вночі мисливець за головами Кінг Шульц, який видає себе за мандрівного дантиста, знаходить двох работорговців. Ті женуть куплених ними на аукціоні в Техасі п'ятьох темношкірих рабів на Південь. Серед рабів є Джанґо, котрого Шульц хоче викупити. Здивовані появою Шульца і його бажанням купити саме цього раба, вони відмовляють. Шульц застрелює одного з работорговців на ім'я Спек, а другого зі зламаною ногою залишає рабам на самосуд.
Зранку Шульц з рабом приходять у салун найближчого містечка. Власник салуну не бажає обслуговувати негра, проте Шульц погоджується самотужки взяти пива. Він розповідає Джанґо, що розшукав його, аби той допоміг знайти трьох братів-бандитів Бріттл, які були наглядачами на тій же плантації, де колись працював Джанґо. За це він обіцяє викупити Джанґо з рабства і ще й доплатити 75 доларів. Місцевий шериф намагається прогнати Джанґо, та Шульц застрелює його, чим спричиняє в містечку переполох. Розібратися в справі приходить федеральний маршал, який обіцяє віддати мисливця за головами під суд. Шульц ввічливо пояснює, що шериф — самозванець, і показує ордер. В результаті маршал ще й лишається винний йому 200 доларів за послугу знищення злочинця.
Шульц дає Джанґо новий одяг і прізвисько Вільний. Обоє прибувають до маєтку Спенсера Беннетта, де перебувають розшукувані злочинці. Джанґо застрелює двох учасників банди, а Шульц застрелює третього. Жителі маєтку обурюються, але Шульц показує ордер на упіймання бандитів «живими чи мертвими». Побачивши вправність Джанґо зі зброєю, мисливець за головами пропонує і далі ловити й карати злочинців. Джанґо погоджується, сподіваючись розшукати свою дружину Брумгільду.
Тим часом збирається група Ку-клукс-кланівців, які перетворюють свою зустріч на сварку з приводу того, що їхні маски заважають бачити. Вони влаштовують на Шульца облаву, але той обдурює їх, приманивши до фургона, начиненого вибухівкою. Джанґо здалеку застрелює присутнього там Беннета. Потім Шульц розповідає Джанґо легенду про Брумгільду, на честь якої названо дружину Вільного.
Упродовж зими Шульц і Джанґо вистежують і вбивають небезпечних злочинців і заробляють чимало грошей. Шульц вчить Джанґо читати. Навесні він дізнається місцезнаходження Брумгільди в маєтку манірного й жорстокого рабовласника Келвіна Кенді, що любить розважатися, влаштовуючи бої між рабами. Шульц видає себе за работорговця, що нібито хоче купити бійця. Келвін цікавиться особою Джанґо, що прийняв роль фахівця з «якості» рабів. Рабовласник розповідає про свої погляди — є негри вищого гатунку, майже як білі, і в нього є такі для продажу.
Джанґо планує викрасти свою дружину під час огляду рабів, але Шульц відмовляє його, щоб зробити все законно. Після нетривалих переговорів Шульц обіцяє 12 тисяч доларів за одного з найкращих бійців. Заінтригований Кенді погоджується влаштувати наступного ранку огляд своїх рабів. Дорогою вони бачать як слуги Келвіна ловлять раба-утікача д'Артаньяна. Келвін наказує кинути його на розтерзання собакам. Тоді Шульц пропонує за д'Артаньяна 500 доларів, але Джанґо влаштовує скандал, заявляючи, що коли всі тутешні раби такі, то ніякої угоди не може бути. Келвіну доводиться поспіхом показати інших рабів.
Старий раб-дворецький Стівен обурюється присутністю темношкірого і глузує з нього, хоча сам темношкірий. Шульц, ніби між іншим, каже Келвіну, що хотів би купити Брунгільду, бо вона знає німецьку мову, якою в Америці майже не говорять. Виявляється, її кинуто до колодязя на кілька днів за спробу втечі. Шульц купує раба-бійця на ім'я Ескімос і наполягає на покупці Брумгільди. За вечерею Келвін наказує роздягнути Брумгільду, щоб показати на її спині сліди від батога і похвалитися тим, які витривалі його раби. Сестра Келвіна зупиняє його, кажучи, що це непристойно. Стівен здогадується, що Джанґо і Брумгільда знайомі, та доносить про це Келвіну. Розгніваний рабовласник манірно насміхається з Шульца, наводячи свої френологічні аргументи, що темношкірі від природи схильні до покори. Для демонстрації він показує череп померлого раба і каже, що в Шульца такий же череп «недолюдини». Джанґо зривається і кричить на Келвіна, чим той користується, що наказати слугами роззброїти гостей. Потім він каже привести Брумгільду й погрожує вбити її молотком, бо вона його власність, якщо тільки Шульц не дасть іще й за неї 12 тисяч доларів. Шульц змушений пристати на ці умови.
Оформлюючи документи про продаж Брумгільди, Шульц зауважує, що письменник Александр Дюма мав темношкірих предків. Глузуючи, Кенді наполягає аби Шульц потиснув йому руку на знак того, що угода чесна. Раптово Шульц вихоплює схований револьвер і застрелює рабовласника. У відповідь охоронець застрелює Шульца, Джанґо вбиває багатьох слуг Кенді, але у нього закінчуються набої. Стівен погрожує вбити Брумгільду, якщо він не здасться, і Джанґо складає зброю.
Наступного ранку Джанґо катують слуги Келвіна і ледве не каструють. Стівен каже йому, що білі могли б убити всіх темношкірих, але замість цього займаються «дурницями» на кшталт рабства і тортур. Сестра Келвіна за намовою Стівена відправляє Джанґо в довічне рабство на каменоломню.
Дорогою на каменоломню Джанґо розповідає конвоїру про те, що в маєтку Келвіна сидять справжні бандити. Розповівши те, що чув раніше від Шульца, Джанґо переконує решту конвоїрів, що його підставили, а за слуг Келвіна призначено велику нагороду. Потім інші раби підтверджують, що в маєтку вбили білого чоловіка. Конвоїри, спокусившись винагородою, погоджуються влаштувати облаву та розв'язують Джанґо. Той вихоплює зброю, застрелює конвоїрів і вирушає в маєток. Там він розстрілює слуг Келвіна і його сестру, та звільняє Брумгільду. Наостанок він наказує рабам і білим служницям тікати, а Стівену прострелює коліна та полишає його в будинку, який підриває динамітом. Разом з Брумгільдою він зникає в нічній темряві.
Після фінальних титрів один з рабів, якого везли в каменоломню разом з Джанґо, запитує в решти: «Що то за ніґґер?»

## У ролях

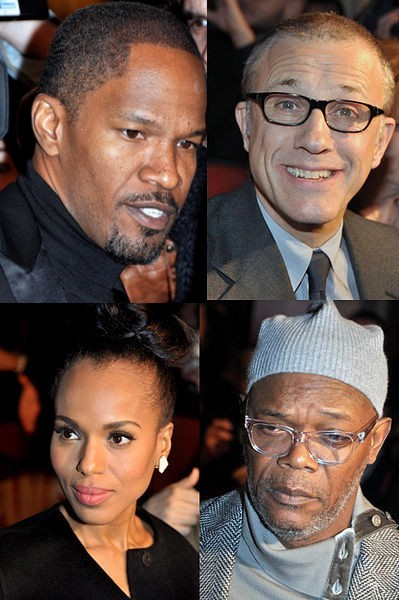
Джеймі Фокс, Крістоф Вальц, Керрі Вашингтон та Семюел Л. Джексон на презентації фільму у Парижі, 7 січня 2013

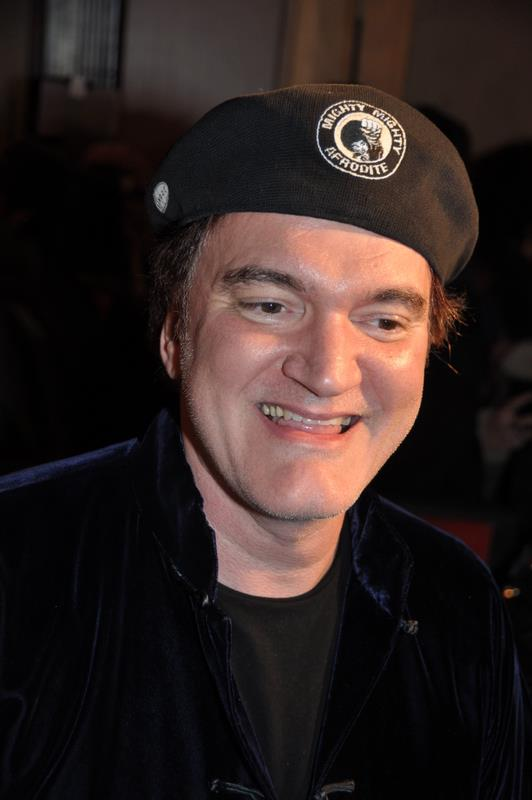
Квентін Тарантіно на презентації фільму у Парижі

- Джеймі Фокс — Джанґо
- Крістоф Вальц — Кінг Шульц
- Леонардо Ді Капріо — Келвін Кенді
- Керрі Вашингтон — Брумгільда
- Семюел Л. Джексон — Стівен
- Волтон Гоггінс — Біллі Кеш
- Дон Джонсон — Спенсер Беннет
- Денніс Крістофер — Леонід Магуай
- Джеймс Руссо — Дікі Спек
- Джеймс Ремар — зіграв 2-х персонажів: работорговця Ейса Спека на початку фільму та Батча Пуча, який вперше у кадрі з'являється в середині фільму разом з персонажем, що грає Леонардо Ді Капріо
- Лора Каюет — Лара Лі Кенді-Фітцвілі
- Дж. Д. Евермор — О. Б.

В ролі камео з'являється Франко Неро та сам Квентін Тарантіно. За словами Тарантіно, Франко Неро він запросив знятися у фільмі на знак пошани до режисера картини Серджо Корбуччі «Джанґо» (1966) у якому він зіграв головну роль і під впливом якого в Тарантіно з'явилася ідея зняти цей фільм.

## Виробництво
Довгий шлях «Джанґо вільного» на великі екрани почався на початку 2000-х років. Саме тоді у Квентіна Тарантіно з'явилася ідея зняти фільм про Джанґо. «Спочатку ідея полягала в тому, що раб стає мисливцем за головами, а потім сам починає вистежувати своїх гнобителів, які ховаються на плантації. Я тільки почав писати, і Джанґо з'явився в моїй уяві, як живий. Спочатку це був звичайний раб — шостий серед семи таких самих, як і він. Але в міру того, як розвивався сюжет, він відкривався для мене все більше і більше», — згадує Тарантіно.
Тарантіно завершив свій сценарій 26 квітня 2011 і показав готовий твір своїм друзям і колегам. У ході того, як наближався «день публікації», продюсери почали готуватись до зйомок.
|  | Давно хотів зняти вестерн. Але для цього потрібна гарна натура. Вайомінг усі знають, бо тут знімали найвідоміші вестерни. Гори, сніг, коні, що в ньому потопають — усе величне, як Америка — Квентін Тарантіно |

Тарантіно не подобалась репрезентація темношкірих у кіно. Деякий вплив на режисера під час зйомок фільму зробила музика Ріхарда Вагнера.

## Критика
За словами Тарантіно, його новий фільм — спроба без обмежень показати Америку з небаченого раніше боку. Однак не всі поставилися до цієї ідеї з захватом. Відомий афроамериканський режисер Спайк Лі повідомив, що не збирається дивитися фільм, сказавши: «Дивитися це кіно — все одно що нешанобливо ставитися до моїх предків, а я дуже поважаю своїх предків. Кажу виключно за себе». Також Лі написав у своєму твіттері: «Рабство в Америці — не спагеті-вестерн Серджіо Леоне. Це був голокост. Мої предки — раби, викрадені з Африки. Я буду шанувати їх».
Фільм зібрав позитивні відгуки кінокритиків і простих глядачів. На сайті Rotten Tomatoes «Джанґо вільний» отримав рейтинг 89 % (236 оглядів) від кінокритиків і 94 % від простих відвідувачів сайту.
Оцінка глядачів на сайті IMDB — 8,6 балів з 10, таким чином, станом на 9 квітня 2013, фільм займає 43 місце в списку 250 найрейтинговіших фільмів IMDb., а станом на 18 вересня 2018 року фільм займав 61-у позицію (8,4 балів із 10).

## Нереалізоване продовження
Ще під час роботи над картиною «Безславні виродки» Квентін Тарантіно вирішив, що це буде трилогія. Другою частиною став власне фільм «Джанґо вільний». Режисер розказував, про що буде третя і остання частина його історичного кінопроєкту: в наступній роботі він хотів показати афроамериканців, які зазнають утисків з боку расистів і знову ж таки в сорокові роки минулого століття. Не бажаючи миритись з гнобленням, вони прокладають собі дорогу до нейтральної Швейцарії, але при цьому змушені вбивати на своєму шляху всіх «білих людей». Квентін Тарантіно зізнався — у нього назбиралося достатньо матеріалу, аби починати зйомки. У фільмі з робочою назвою «Ворони-вбивці» глядачі мали побачити деяких персонажів, відомих за сюжетом стрічки «Безславні виродки».

## Прокат та касові збори

### Дані по країнах
Вказано країну, дату прем'єри фільму в цій країні та суму касових зборів:
- Австралія — 24 січня 2013 року — 16 521 964 $
- Австрія — 18 січня 2013 року — 6 602 147 $
- Аргентина — 31 січня 2013 року — 2 199 830 $
- Бельгія — 16 січня 2013 року — 3 901 448 $
- Болівія — 31 січня 2013 року — 73 894 $
- Болгарія — 18 січня 2013 року — 229 806 $
- Бразилія — 18 січня 2013 року — 7 013 509 $
- Велика Британія — 18 січня 2013 року — 24 893 462 $
- Венесуела — 18 січня 2013 року — 1 110 832 $
- Гонконг — 17 січня 2013 року — 667 689 $
- Греція — 18 січня 2013 року — 1 378 573 $
- Данія — 24 січня 2013 року — 3 631 718 $
- Єгипет — 16 січня 2013 року — 135 022 $
- Ізраїль — 17 січня 2013 року — 2 183 456 $
- Індія — 22 березня 2013 року — 555 705 $
- Індонезія — 13 лютого 2013 року — 576 440 $
- Ісландія — 18 січня 2013 року — 216 750 $
- Іспанія — 18 січня 2013 року — 14 328 129 $
- Італія — 17 січня 2013 року- 16 283 123 $
- Колумбія — 1 лютого 2013 року — 672 871 $
- Малайзія — 14 березня 2013 року — 181 343 $
- Мексика — 18 січня 2013 року — 4 026 816 $
- Нідерланди — 17 січня 2013 року — 4 512 554 $
- Німеччина — 17 січня 2013 року — 51 597 323 $
- Нова Зеландія — 24 січня 2013 року — 1 732 847 $
- Норвегія — 18 січня 2013 року — 3 536 650 $
- Південна Корея — 21 березня 2013 року — 1 735 782 $
- Польща — 18 січня 2013 року — 2 695 932 $
- Португалія — 24 січня 2013 року — 1 240 971 $
- Сінгапур — 21 березня 2013 року — 410 216 $
- Словенія — 17 січня 2013 року — 169 402 $
- Таїланд — 14 березня 2013 року — 226 837 $
- Туреччина — 1 лютого 2013 року — 943 128 $
- Угорщина — 17 січня 2013 року — 1 090 120 $
- Україна — 17 січня 2013 року — 1 099 289 $
- Філіппіни — 13 березня 2013 року — 137 177 $
- Фінляндія — 18 січня 2013 року — 1 745 422 $
- Франція — 16 січня 2013 року — 37 297 979 $
- Хорватія — 17 січня 2013 року — 318 948 $
- Чехія — 17 січня 2013 року — 1 317 678 $
- Чилі — 17 січня 2013 року — 936 855 $
- Швеція — 18 січня 2013 року — 5 723 060 $
- Японія — 1 березня 2013 року — 37 787 580 $

## Нагороди
Фільм отримав дві нагороди на 70-й церемонії «Золотий глобус» (13 січня 2013): за найкращий сценарій Квентін Тарантіно та за найкращу чоловічу роль другого плану Крістоф Вальц.
Також Джанґо вільний отримав 5 номінацій на премію «Оскар» (85-та церемонія вручення премій Оскар):
- Найкращий фільм
- Найкраща чоловіча роль другого плану: Крістоф Вальц
- Найкращий оригінальний сценарій: Квентін Тарантіно
- Найкращий звуковий монтаж: Wylie Stateman
- Найкраща операторська робота: Роберт Річардсон

## Саундтрек
Альбом з саундтреком до фільму був виданий 18 грудня 2012 під назвою «Quentin Tarantino's Django Unchained: Original Motion Picture Soundtrack». Туди ввійшли композиції різних виконавців і різних жанрів, серед яких домінуючим є жанр спагеті-вестерн. В альбом також увійшли сім записів з діалогами фільму.
| #   | Назва                                                              | Автори/Виконавці                                | Тривалість |
| --- | ------------------------------------------------------------------ | ----------------------------------------------- | ---------- |
| 1.  | «Winged»                                                           | Джеймс Руссо (Діалог)                           | 0:08       |
| 2.  | «Django» (з фільму «Джанґо» (1966))                                | Rocky Roberts & Luis Bacalov                    | 2:53       |
| 3.  | «The Braying Mule» (з фільму «Два мула для сестри Сари» (1970))    | Енніо Морріконе                                 | 2:33       |
| 4.  | «In that Case Django, After You...»                                | Крістоф Вальц & Джеймі Фокс (Діалог)            | 0:38       |
| 5.  | «His Name Was King» (з фільму «Його звали Король» (1971))          | Luis Bacalov                                    | 1:58       |
| 6.  | «Freedom»                                                          | Anthony Hamilton & Elayna Boynton               | 3:56       |
| 7.  | «Five-Thousand-Dollar Nigga's and Gummy Mouth Bitches»             | Дон Джонсон & Christoph Waltz (Діалог)          | 0:56       |
| 8.  | «La Corsa (2nd Version)» (з фільму «Джанґо» (1966))                | Luis Bacalov                                    | 2:18       |
| 9.  | «Sneaky Schultz and the Demise of Sharp»                           | Don Stroud (Діалог)                             | 0:34       |
| 10. | «I Got a Name»                                                     | Jim Croce                                       | 3:15       |
| 11. | «I Giorni Dell'ira (Days of Anger)» (з фільму «День Гніву» (1967)) | Riz Ortolani                                    | 3:05       |
| 12. | «100 Black Coffins»                                                | Рік Росс                                        | 3:43       |
| 13. | «Nicaragua» (з фільму «Під Вогнем» (1983))                         | Джеррі Голдсміт, Pat Metheny                    | 3:29       |
| 14. | «Hildi's Hot Box»                                                  | Семюел Л. Джексон & Леонардо Ді Капріо (Діалог) | 1:16       |
| 15. | «Sister Sara's Theme» (з фільму «Два мула для сестри Сари» (1970)) | Енніо Морріконе                                 | 1:26       |
| 16. | «Ancora Qui»                                                       | Енніо Морріконе & Elisa                         | 5:08       |
| 17. | «Unchained (The Payback/Untouchable)»                              | Джеймс Браун & 2Pac                             | 2:51       |
| 18. | «Who Did That To You?»                                             | John Legend                                     | 3:48       |
| 19. | «Too Old to Die Young»                                             | Brother Dege                                    | 3:43       |
| 20. | «Stephen the Poker Player»                                         | Семюел Л. Джексон (Діалог)                      | 1:02       |
| 21. | «Un Monumento» (з фільму «The Hellbenders» (1966))                 | Енніо Морріконе                                 | 2:30       |
| 22. | «Six Shots Two Guns»                                               | Семюел Л. Джексон & Джеймі Фокс (Діалог)        | 0:05       |
| 23. | «Trinity (Titoli)» (з фільму «Мене звуть Трійця» (1970))           | Franco Micalizzi & Annibale                     | 3:03       |
| 24. | «Ode to Django (The D Is Silent)» (iTunes bonus track)             | RZA                                             | 4:58       |

## Виноски
а. ^ Брумгільда (в оригіналі Broomhilda) є перекрученим ім'ям Брунгільд з німецької поеми Пісня про Нібелунгів. У фільмі доктор Шульц помічає схожість між Джанґо і Зігфрідом. Це також алегоричний натяк автора на відомий персонаж коміксів Broom-Hilda (Мітла-Гільда (каламбур до Брунгільда))